# Microchirus wittei
Microchirus wittei es una especie de pez de la familia Soleidae en el orden de los Pleuronectiformes.

## Distribución geográfica
Se encuentran en las  costas del  atlántico oriental (desde Senegal hasta Ghana).